# Fowsiyo Yusuf Haji Adan
Fowsiyo Yusuf Haji Adan, en somali : Foosiya Yuusuf Xaaji Aadan, en arabe : فوزية يوسف حاجي عدن, est une femme politique somalienne. Du 4 novembre 2012 au 17 janvier 2014 elle est la ministre des Affaires étrangères et vice-Première ministre de Somalie.

## Carrière de ministre
Le 4 novembre 2012, Fowsiyo Yusuf Haji Adan est nommée ministre des Affaires étrangères de la Somalie par le Premier ministre Abdi Farah Shirdon. Elle est la première femme à avoir ce poste. Elle est également étée nommée vice-premier ministre.

### Recouvrement d'avoirs
En novembre 2012, les autorités fédérales somaliennes émettent une demande officielle au Conseil de sécurité des Nations Unies pour être aidés à récupérer les actifs et fonds publics détenus à l'étranger. Les propriétés de l'État sont gelées par les administrations étrangères, les institutions et les entreprises après l'effondrement du gouvernement central de la Somalie en 1991 et ceci afin d'empêcher toute utilisation non autorisée. En janvier 2013, Fowsiyo Yusuf Haji Adan et d' autres membres du Cabinet reconstitué de la Somalie entament un processus d'évaluation et de récupération formelle des actifs nationaux somaliens, qui incluent les navires et avions qui sont censées être en Italie, Allemagne et au Yémen.

### Mémorandum d'entente
À la fin mai 2013, Fowsiyo Yusuf Haji Adan et le ministre des Affaires étrangères des Emirats Arabes Unis, Abdullah bin Zayed Al Nahyan, signent un mémorandum d'entente pour une coopération bilatérale. L'accord rétablit les relations diplomatiques officielles entre la Somalie et les Émirats arabes unis et se concentrent sur les domaines politiques, sécuritaires, économiques, l'investissement mais également les secteurs de développement. En outre, le gouvernement émirati annonce la réouverture  de  son ambassade à Mogadiscio.

### Fin de mandat
Le mandat de ministre de Fowsiyo Yusuf Haji Adan prend fin le 17 janvier 2014, lorsque le nouveau Premier ministre Abdiweli Cheikh Ahmed nomme un nouveau ministre des Affaires étrangères, Abdirahman Duale Beyle (en).